# Ricardo Gaspar
Ricardo Meirelles Gaspar (Rio de Janeiro, 5 de outubro de 1952), mais conhecido como Ricardo Gaspar, é um político brasileiro, atuante nos municípios de Belford Roxo e Nova Iguaçu, no Rio de Janeiro. Foi deputado estadual e chegou a exercer o cargo de prefeito de Belford Roxo.

## Biografia
É advogado por formação. Foi vereador de Nova Iguaçu entre 1977 a 1993, sendo filiado inicialmente ao MDB. Foi eleito presidente da Câmara dos Vereadores de Nova Iguaçu pela primeira vez em 1979. Voltou a ocupar o cargo em 1991, já filiado ao PDT do prefeito Aluizio Gama.
Com a emancipação de Belford Roxo, passou a fazer parte da vida política do novo município ao ser eleito vice-prefeito. Em 1994, foi eleito deputado estadual pelo Partido Liberal, nas duas votações realizadas -- naquele pleito, houve uma votação inicialmente anulada por suspeita de fraude.
Em 1995, o prefeito Jorge Júlio da Costa dos Santos morreu vítima de um ataque no bairro das Laranjeiras, quando rumava para se encontrar com o então governador Marcello Alencar. Era previsto que Mair Rosa, então presidente da Câmara dos Vereadores, assumisse a vaga de prefeito, pois Gaspar havia se desincompatibilizado do cargo de vice-prefeito para assumir a vaga de deputado estadual.
Gaspar conseguiu uma liminar na Justiça afim de tomar posse como prefeito de Belford Roxo. Ficou pouco mais de um mês no cargo, quando Mair Rosa pôde assumir o cargo como prefeito.
Prosseguiu como deputado estadual, onde foi crítico da gestão de Maria Lúcia como prefeita de Belford Roxo.
Na eleição de 1998, não conseguiu um novo mandato de deputado estadual. Ficou como suplente e voltou à Alerj em 2001 após cadeiras ficarem vagas com a eleição municipal daquele ano -- Gaspar assumiu o lugar de Henry Charles, eleito prefeito de São Gonçalo. Nessa época, era filiado ao PMDB.
Sua última presença em uma eleição foi em 2002, quando tentou um novo mandato de deputado estadual. Filiado ao PSB à época, não foi eleito.